# 아트위버
아트위버(Artweaver)는 Boris Eyrich가 개발한 윈도우용 래스터 그래픽스 편집기이며, 어도비 포토샵, 특히 코렐 페인터와 같이 주로 상용 프로그램에 친숙한 전문가 및 아마추어 아티스트들을 대상으로 한다.
아트위버는 다양한 전통적인 효과(유화, 파스텔, 연필, 에어브러시 등)를 시뮬레이션하여 자연스러운 예술적 이미지를 만들어낼 수 있다. 자체 AWD 포맷에 샤픈, 블러, 엠보싱, 모자이크, 투명 및 레이어 지원 등의 효과 필터들을 제공한다. 아트위버는 매우 흔히 쓰이는 파일 포맷을 지원하는데, 이를테면 BMP, GIF, JPEG, PCX, TGA, TIFF, PNG, PSD가 있으나, BMP, GIF, JPEG, PNG 포맷은 레이어 지원이 없다. 또, 이 프로그램은 그라디언트, 잘라내기, 채우기, 선택 도구 (lasso, magic wand 포함)와 같은 표준 그림 편집 도구, 그리고 펜 태블릿 지원을 포함하고 있다.
아트위버는 리눅스와 기타 유닉스 계열 운영 체제에서도 와인을 사용하여 실행할 수 있다.
버전 1.0(2009년 9월 30일에 출시)을 기점으로, 아트위버는 2개의 버전으로 제공된다: 무료로 다운로드할 수 있는 무료 버전, €25의 비용을 내면 더 고급적인 기능(예: 포토샵 필터 및 더 큰 그림 크기 지원 등)을 이용할 수 있는 아트위버 플러스. 그러나 두 개의 버전으로 나눈 것은 "무료" 버전 사용의 이용 조항의 변경을 의미하며, 현재는 상용 목적으로는 사용이 불가능하다.